# Европско првенство у атлетици у дворани 2011 — 60 метара за жене
Такмичење у дисциплини трчања на 60 м у женској конкуренцији на Европском првенству у атлетици 2011. у Паризу одржана је 4. марта (квалификације и полуфинале) а 5. марта (финале).
Титулу освојену у Торину 2009, није бранила Јевгенија Пољакова из Русије.
На такмичењу је два пута је изједначен најбољи европски резултат сезоне, оборено 10 личних рекорда и постигнут један најбољи лични резултат.

## Земље учеснице
Учествовало је 25 такмичарки из 19 земаља.
| - Бугарска (1) - Чешка (1) - Француска (2) - Грчка (1) - Холандија (1) | - Хрватска (1) - Ирска (1) - Италија (1) - Литванија (1) - Малта (1) | - Норвешка (1) - Португалија (1) - Румунија (1) - Словенија (2) - Србија (1) | - Шпанија (2) - Шведска (1) - Украјина (3) - Уједињено Краљевство (2) |

## Рекорди
| Рекорди пре почетка Европског првенства 2011. | Рекорди пре почетка Европског првенства 2011. | Рекорди пре почетка Европског првенства 2011. | Рекорди пре почетка Европског првенства 2011. | Рекорди пре почетка Европског првенства 2011. | Рекорди пре почетка Европског првенства 2011. |
| --------------------------------------------- | --------------------------------------------- | --------------------------------------------- | --------------------------------------------- | --------------------------------------------- | --------------------------------------------- |
| Светски рекорд                                | Ирина Привалова                               | Русија                                        | 6,92                                          | Мадрид, Шпанија                               | 11. фебруар 1993.                             |
| Светски рекорд                                | Ирина Привалова                               | Русија                                        | 6,92                                          | Мадрид, Шпанија                               | 9. фебруар 1995.                              |
| Европски рекорд                               | Ирина Привалова                               | Русија                                        | 6,92                                          | Мадрид, Шпанија                               | 11. фебруар 1993.                             |
| Европски рекорд                               | Ирина Привалова                               | Русија                                        | 6,92                                          | Мадрид, Шпанија                               | 9. фебруар 1995.                              |
| Рекорди европских првенстава                  | Нели Куман                                    | Холандија                                     | 7,00                                          | Мадрид, Шпанија                               | 23. фебруар 1986.                             |
| Најбољи светски резултат сезоне у дворани     | Вероника Кембел-Браун                         | Јамајка                                       | 7,11                                          | Њујорк, САД                                   | 28. јануар 2011.                              |
| Најбољи европски резултат сезоне у дворани    | Олесја Повх                                   | Украјина                                      | 7,13                                          | Диселдорф, Немачка                            | 11. фебруар 2011.                             |
| Рекорди после Европског првенства 2011.       |                                               |                                               |                                               |                                               |                                               |
| Најбољи европски резултат сезоне у дворани    | Олесја Повх                                   | Украјина                                      | 7,13                                          | Гетеборг, Шведска                             | 5. март 2011.                                 |

## Сатница
| Датум   | Време |               |
| ------- | ----- | ------------- |
| 5. март | 10:00 | Квалификације |
| 5. март | 16:10 | Полуфинале    |
| 6. март | 16:40 | Финале        |

## Освајачи медаља
|                       |                          |                           |
| Олесја Повх, Украјина | Марија Рјемјењ, Украјина | Езине Окпараебо, Норвешка |

На такмичењу је оборено 10 личних рекорда и два пута је изједначен најбољи резултат сезоне у Европи.

## Резултати

### Квалификације
Такмичарке су подељене у 4 групе, три са 6 и једна од 7 такмичарки. У полуфинале су се пласирале по 3 првопласиране из сваке групе (КВ) и 4 према оствареном резултату (кв).
| Плас. | Група | Стаза | Такмичарка          | Држава               | Старт | Време | Белешка |
| ----- | ----- | ----- | ------------------- | -------------------- | ----- | ----- | ------- |
| 1.    | 4.    | 6     | Марија Рјемјењ      | Украјина             | 0,210 | 7,17  | КВ      |
| 2.    | 2     | 5     | Олесја Повх         | Украјина             | 0,147 | 7,18  | КВ      |
| 3.    | 1     | 3     | Езине Окпараебо     | Норвешка             | 0,170 | 7,21  | КВ      |
| 4.    | 1     | 6     | Вероник Манг        | Француска            | 0,174 | 7,27  | КВ      |
| 4.    | 3     | 4     | Христина Стуј       | Украјина             | 0,207 | 7,27  | КВ, ЛР  |
| 4.    | 3     | 3     | Мирјам Сумаре       | Француска            | 0,227 | 7,27  | КВ      |
| 7.    | 2     | 6     | Јорга Коклони       | Грчка                | 0,188 | 7,28  | КВ      |
| 7.    | 2     | 4     | Лина Гринчикајте    | Литванија            | 0,211 | 7,28  | КВ, ЛР  |
| 9.    | 2     | 7     | Дафне Схиперс       | Холандија            | 0,214 | 7,30  | кв      |
| 9.    | 4.    | 2     | Вернис Вилсон       | Уједињено Краљевство | 0,177 | 7,30  | КВ      |
| 11.   | 3     | 2     | Џоди Вилијамс       | Уједињено Краљевство | 0,194 | 7,31  | КВ      |
| 12.   | 1     | 7     | Мануела Леворато    | Италија              | 0,223 | 7,34  | КВ      |
| 13.   | 1     | 4     | Digna Luz Murillo   | Шпанија              | 0,184 | 7,35  | кв      |
| 14.   | 4.    | 4     | Соња Тавареш        | Португалија          | 0,168 | 7,36  | КВ, ЛР  |
| 15.   | 4     | 5     | Ина Ефтимова        | Бугарска             | 0,226 | 7,37  | кв      |
| 16.   | 3     | 6     | Ailis McSweeney     | Ирска                | 0,191 | 7,38  | кв      |
| 17.   | 1     | 5     | Тања Митић          | Србија               | 0,193 | 7,42  |         |
| 17.   | 4     | 3     | Катержина Чехова    | Чешка                | 0,201 | 7,42  |         |
| 19.   | 3     | 5     | Лена Бернтсон       | Шведска              | 0,201 | 7,45  |         |
| 20.   | 4     | 7     | Ампаро Марија Котан | Шпанија              | 0,212 | 7,46  |         |
| 21.   | 1     | 2     | Сара Страјнер       | Словенија            | 0,146 | 7,49  |         |
| 22.   | 3     | 7     | Нина Ковачич        | Словенија            | 0,175 | 7,49  |         |
| 23.   | 2     | 2     | Андреа Огразеану    | Румунија             | 0,204 | 7,50  |         |
| 24.   | 2     | 8     | Сандра Парлов       | Хрватска             | 0,172 | 7,60  |         |
| 25.   | 2     | 3     | Дијана Борг         | Малта                | 0,174 | 7,69  |         |

### Полуфинале
Текмичарке су подељене у две групе по 8, од којих су се четири првопласиране из сваке полуфиналне групе пласирале у финале.
| Плас. | Група | Стаза | Такмичарка        | Држава               | Старт | Време | Белешка  |
| ----- | ----- | ----- | ----------------- | -------------------- | ----- | ----- | -------- |
| 1.    | 2     | 5     | Олесја Повх       | Украјина             | 0,178 | 7,13  | КВ, =ЕРС |
| 2.    | 1     | 5     | Марија Рјемјењ    | Украјина             | 0,234 | 7,16  | КВ       |
| 3.    | 2     | 6     | Мирјам Сумаре     | Француска            | 0,202 | 7,18  | КВ, ЛР   |
| 4.    | 1     | 4     | Вероник Манг      | Француска            | 0,146 | 7,20  | КВ       |
| 4.    | 2     | 4     | Езине Окпараебо   | Норвешка             | 0,161 | 7,20  | КВ       |
| 6.    | 2     | 8     | Џоди Вилијамс     | Уједињено Краљевство | 0.157 | 7,21  | КВ, ЛР   |
| 7.    | 1     | 3     | Христина Стуј     | Украјина             | 0,217 | 7,22  | КВ, ЛР   |
| 8.    | 2     | 3     | Јорга Коклони     | Грчка                | 0,216 | 7,23  | ЛРС      |
| 9.    | 1     | 7     | Лина Гринчикајте  | Литванија            | 0,194 | 7,27  | КВ, ЛР   |
| 10.   | 1     | 6     | Вернис Вилсон     | Уједињено Краљевство | 0,198 | 7,28  |          |
| 11.   | 1     | 2     | Дафне Схиперс     | Холандија            | 0,170 | 7,30  |          |
| 12.   | 2     | 1     | Ина Ефтимова      | Бугарска             | 0,178 | 7,32  |          |
| 13.   | 1     | 1     | Ailis McSweeney   | Ирска                | 0,161 | 7,34  |          |
| 14.   | 2     | 7     | Мануела Леворато  | Италија              | 0,163 | 7,34  |          |
| 15.   | 2     | 2     | Digna Luz Murillo | Шпанија              | 0,173 | 7,36  |          |
| 16.   | 1     | 8     | Соња Тавереш      | Португалија          | 0,183 | 7,40  |          |

### Финале
| Плас. | Стаза | Такмичарка       | Држава               | Старт | Време | Бел. |
| ----- | ----- | ---------------- | -------------------- | ----- | ----- | ---- |
|       | 6     | Олесја Повх      | Украјина             | 0,156 | 7,13  | =ЕРС |
|       | 3     | Марија Рјемјењ   | Украјина             | 0,222 | 7,15  | =ЛР  |
|       | 7     | Езине Окпараебо  | Норвешка             | 0,152 | 7,20  |      |
| 4     | 2     | Џоди Вилијамс    | Уједињено Краљевство | 0,156 | 7,21  | =ЛР  |
| 5     | 8     | Христина Стуј    | Украјина             | 0,196 | 7,21  | ЛР   |
| 6     | 4     | Вероник Манг     | Француска            | 0,151 | 7,22  |      |
| 7     | 5     | Мирјам Сумаре    | Француска            | 0,195 | 7,24  |      |
| –     | 1     | Лина Гринчикајте | Литванија            | НС    | НС    | НС   |